# Чан-Чан
8°6′40″ пд. ш. 79°04′32″ зх. д. / 8.11111° пд. ш. 79.07556° зх. д.
Чан-Чан (кечуа, ісп. Can Chan) — найбільше доколумбове місто Південної Америки, колишній центр культури чиму та столиця держави Чимор, а зараз — археологічна ділянка на його місці, розташована на тихокеанському узбережжі Перу за 5 км на схід від міста Трухільйо.
Місто виникло близько 1300 року і зараз займає площу близько 28 км². Ймовірно, воно було найкрупнішим містом свого часу у Південній Америці, в період найбільшого розквіту в ньому жило близько 60 тисяч чоловік. Будівлі міста збудовані з саману, в місті у великій кількості збереглися золото, срібло і керамічні вироби.
Столиця чиму складалася спочатку з дев'яти округів, кожний з яких управлявся окремим правителем, зазвичай військовиком, який проявив доблесть в бою. Ці правителі шанувалися як королі. Кожен округ мав власні місця поховань з багатими вкладеннями в них дорогоцінного каміння, керамічних виробів і з десятками скелетів молодих жінок.

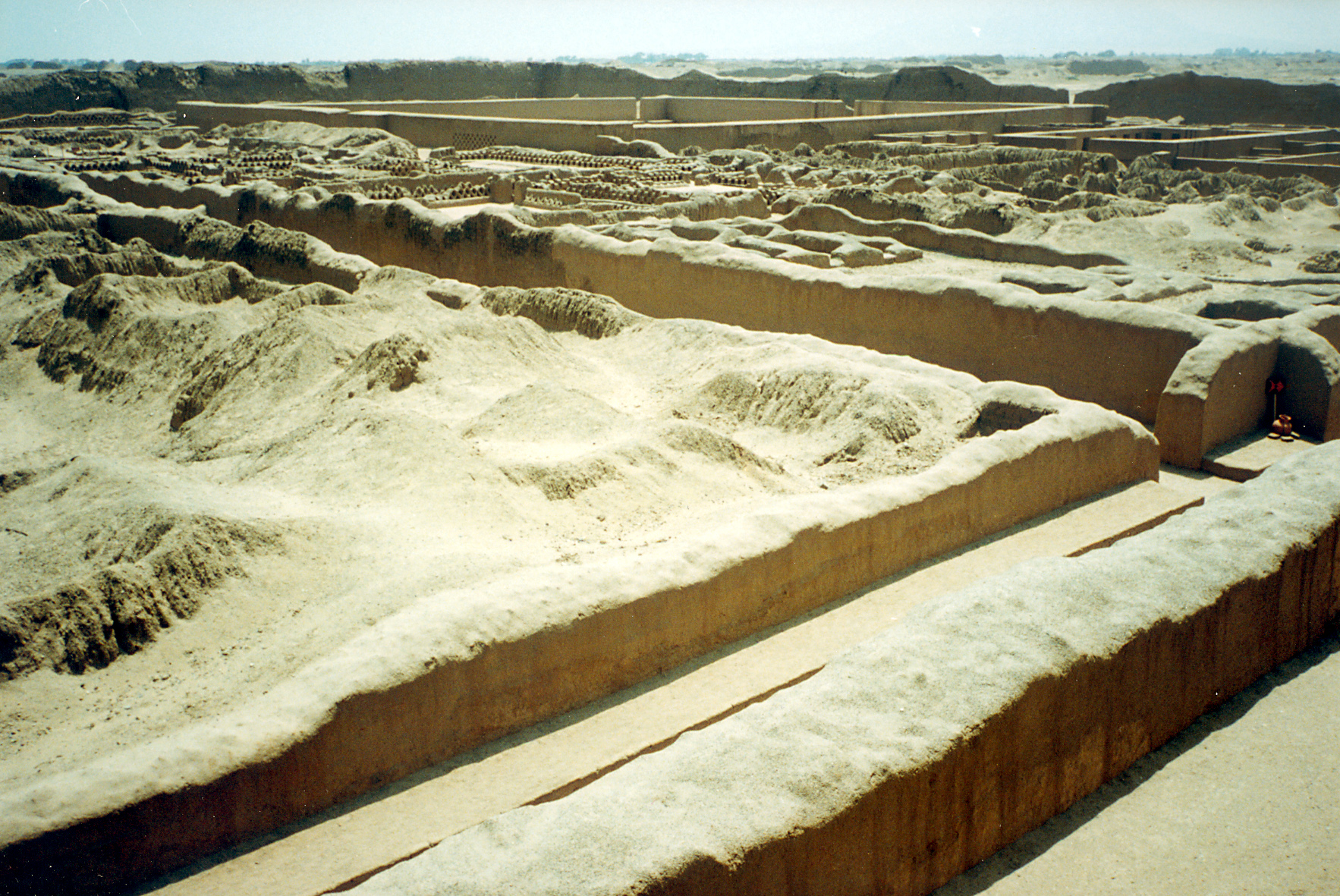
Руїни Чан-Чана

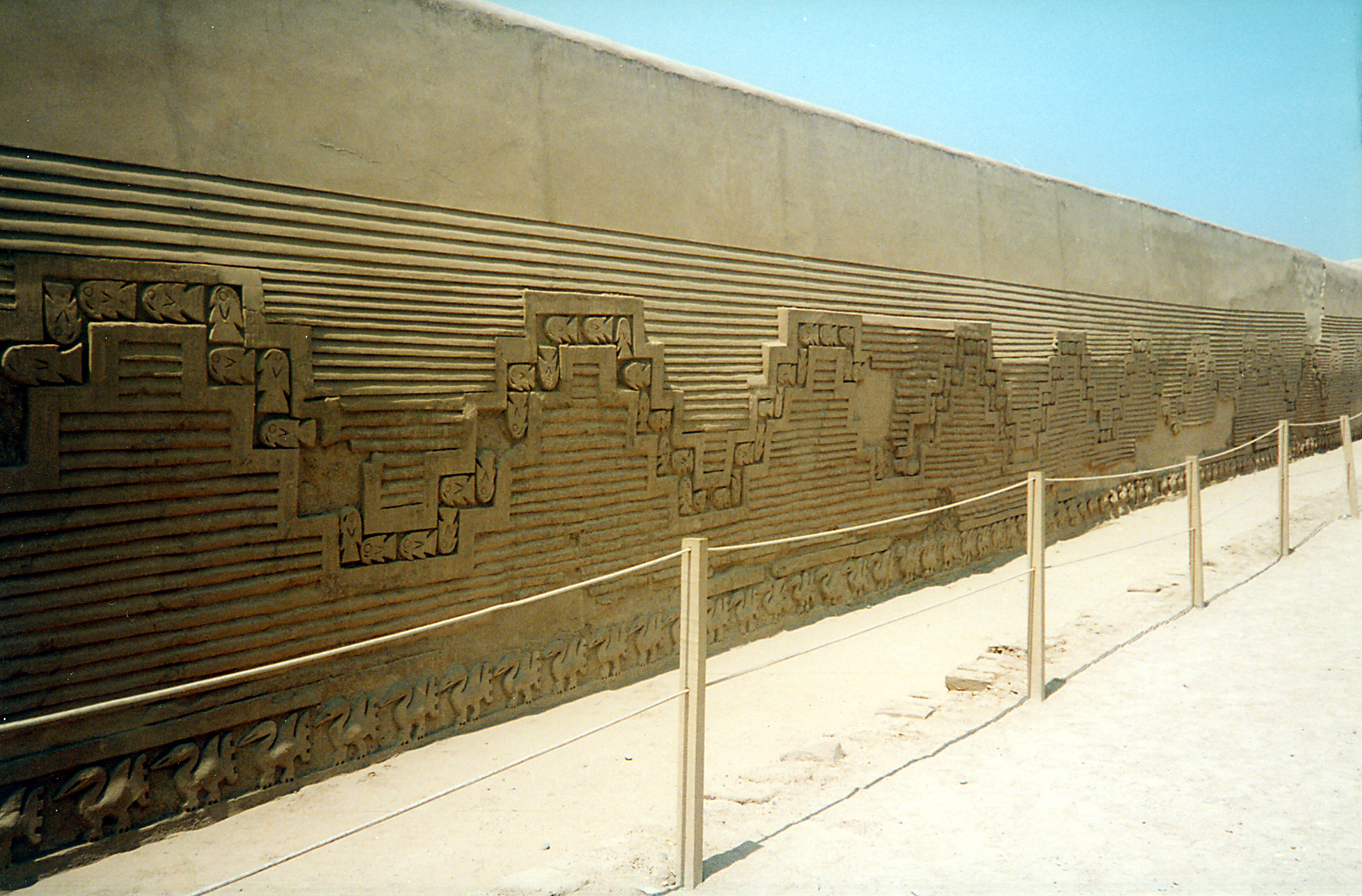
Стіни міста, що збереглися

Коли в кінці 15 століття прийшли завойовники-інки, їм не вдалося захопити Чан-Чан військовим шляхом. Тому нападаючі спорудили дамбу для того, щоб повернути річку, на якій стояв Чан-Чан, в іншому напрямі. Лише брак води примусив обложених здатися інкам. Після завоювання інками, місто стало втрачати своє значення. Проте зруйнували і розграбували його не інки, які більше прагнули до розширення своєї імперії, ніж до багатства. Руйнування прийшло, коли Імперією Інків оволоділи іспанці. Від всієї культури чиму після цього мало що залишилося. Сьогодні збереглися лише райони міст із старими будинками з саману і руїни культових споруд.
Останніми роками до посиленої ерозії стародавнього міста приводить феномен Ель-Ніньйо. Десятиліттями в цій місцевості ледве бували опади, проте разом із зміною клімату щорічні бурі стають все сильнішими і видозмінюють пустельні прибережні території.
Найкраще зберігся район Хімеруй, названий на честь швейцарського дослідника Іоганна Якоба фон Хімеруя. Цей район поступово відновлюється і відкритий для відвідування туристами. Тут можна побачити деякі святкові зали з розкішними орнаментами. До 1998 року саманові споруди покривали спеціальною глазур'ю, що захищала їх від опадів. Проте з тих пір ерозія стала настільки сильною, що необхідно було побудувати сталеві риштування, щоб стародавні споруди не розмило.
У 1986 році Чан-Чан отримав статус Світової спадщини ЮНЕСКО. Одночасно через зміни клімату і руйнування міста, що посилилося, руїни міста були внесені до списку Світової спадщини, що знаходиться під загрозою. У наш час комплексу загрожує крім цього підвищення рівня ґрунтових вод, а також нелегальні поселення на його території.